# Проклятый камень (альбом)
«Про́клятый ка́мень» (якут. Кырыыктаах таас) — студийный альбом, записанный якутской рок-группой «Чолбон» в 1992 году и выпущенный фирмой RGM (Russian German Music) в формате LP тиражом в 10 000 экземпляров.

## Об альбоме
В заглавной композиции альбома «про́клятым камнем» назван алмаз — такое сравнение отражает ситуацию с экологией реки Вилюй (тех мест, откуда музыканты «Чолбон» родом), на которую пагубное влияние оказывает алмазодобывающая промышленность. Символичным в связи с этим явился отказ Намолия Ильина (бас-гитариста группы) от спонсорской помощи компании «Алмазы России-Саха» в записи и выпуске альбома.
Наиболее известной на альбоме «Про́клятый камень» является композиция «Когда-нибудь» («Хаhан эрэ»), стихи к которой сочинил Михаил Тумусов, она была написана в ранний период творчества группы, когда «Чолбон» выступал под названием «Кэнтик». «Когда-нибудь» также была включена в альбомы «Уhуктуу» («Пробуждение») 1989 года и «Көстүүлэр» («Видения») 1990 года, она исполнялась на многих концертах «Чолбона», в том числе и на московском фестивале андеграунда «СыРок» в 1989 году, где кроме того исполнялась ещё одна песня с альбома «Про́клятый камень» — «Неспетая песня».
На обратной стороне обложки альбома размещена аннотация музыкального критика Артемия Троицкого, в которой он сравнивает музыку группы «Чолбон» с музыкой Pink Floyd, а также называет её «духовной музыкой».

## Отзывы и критика
Музыкальный критик А. А. Курбановский в отзыве на альбом «Проклятый камень» (журнал Fuzz, № 12, 1993) отметил как положительные, так и отрицательные моменты данной записи:

Собственно, визуальный образ и составляет самую сильную сторону ЧОЛБОНА: малицы, амулеты, шаманские бубны, ритуальные пляски… К сожалению [музыка]… как раз наименее оригинальна. Диск полон величавых органных переливов и рокочущего баса, струящихся, обволакивающих звуков, навевающих золотые грезы арт-рока: тут и поэты обратной стороны Луны, и что-то от YES, что-то от Эмерсона. Конечно, хорош заклинающий вокал на экзотическом языке: дикий, интенсивный, яркий, как якутский неотшлифованный алмаз! Стараются, похоже, все певцы, выступавшие с группой… демонстрируя сырую природную голосовую мощь, магию камлания. Но где же самобытный якутский мелос?
Интересная по ритмам песня «Поле боя», дающая остро почувствовать, как не хватает пластики боя! Самая эффектная вещь на альбоме — вероятно, синтезаторная мини-опера в духе RUSH — «Под моим небом». Тем более неожиданна после неё быстрая тема «Другу», выдержанная в ритмах ска, с превосходным безладовым басом Намолия Ильина и «волновым» саксофоном, полная совершенно модерновых ассоциаций. Заглавная композиция «Проклятый камень» — мрачный колдовской речитатив, вызывающий мороз по коже…

## Список композиций
| №  | Название                                   | Автор(ы)             | Длительность |
| -- | ------------------------------------------ | -------------------- | ------------ |
| 1. | «Когда-нибудь» (Sometime)                  | А. Ильин, М. Тумусов | 4:06         |
| 2. | «Скажи мне» (Tell Me)                      | Ю. Васильев          | 3:22         |
| 3. | «Растоптанный цветок» (The Crushed Flower) | Г. Ильин             | 3:36         |
| 4. | «Неспетая песня» (The Unsung Song)         | Г. Ильин             | 4:12         |
| 5. | «Услышать бы» (If I Could Hear)            | Г. Ильин             | 3:10         |
| 6. | «Про́клятый камень» (The Damned Stone)      | Г. Ильин             | 4:19         |

| №  | Название                           | Автор(ы) | Длительность |
| -- | ---------------------------------- | -------- | ------------ |
| 1. | «Поле боя» (Battlefield)           | Г. Ильин | 3:54         |
| 2. | «Закат» (Sunset)                   | Г. Ильин | 3:44         |
| 3. | «Под моим небом» (Under My Sky)    | Г. Ильин | 5:11         |
| 4. | «Другу» (To a Friend)              | Г. Ильин | 3:25         |
| 5. | «Разве я виноват» (Am I to Blame?) | Г. Ильин | 4:31         |

## Участники записи
- Григорий Ильин — гитара, вокал
- Намолий Ильин — бас-гитара
- Александр Ильин — клавишные, саксофон
- Юрий Васильев — хомус, вокал
- Александр Иванов — ударные
- Аранжировки — группа «Чолбон»
- Андрей Кокорин — звукоинженер
- А. Семёнов — художник

Запись произведена в студии ТРК «Останкино».

За помощь в осуществлении проекта группа «Чолбон» благодарит Галину Семёнову, Евгения Илюшина, Артемия Троицкого, Александра Липницкого и Алексея Томтосова.